# エルメディン・デミロヴィッチ
エルメディン・デミロヴィッチ（Ermedin Demirović, 1998年3月25日 - ）は、ドイツ・ハンブルク出身のボスニア・ヘルツェゴビナのサッカー選手。VfBシュトゥットガルト所属。ボスニア・ヘルツェゴビナ代表。ポジションはFW。

## 経歴
2017年5月30日、デポルティーボ・アラベスと4年契約を結んだ。しかし、登録に不備が発生したためしばらくはBチームでの出場となった。
2018年7月23日に、アラベスとの契約を2021年まで延長しFCソショーに期限付き移籍した。2019年1月にはUDアルメリアに、2019年9月2日にはFCザンクト・ガレンに期限付き移籍した。
2020年7月、SCフライブルクに加入した。
2022年7月8日、FCアウクスブルクと4年契約を結んだ。
2024年7月、デミロヴィッチは4年契約でVfBシュトゥットガルトに移籍した。 彼は8月17日に行われたDFLスーパーカップのバイエル・レバークーゼン戦で公式戦デビューを果たした。 その1週間後、SCフライブルク戦でリーグ戦デビューを果たし、ゴールを決めた。  デミロヴィッチは9月17日に行われたUEFAチャンピオンズリーグのレアル・マドリード戦で大会デビューを果たした。 その2か月後、レッドスター・ベオグラード戦でチャンピオンズリーグ初ゴールを決めた。